# Distímia
La distímia és un tipus de trastorn mental del camp de la depressió. El sentiment de tristor és més lleu que en aquesta però més perllongat. Els afectats sovint presenten insomni, una baixa autoestima, trastorns alimentaris, canvis d'humor i un to baix general, segons els símptomes descrits al Manual Diagnòstic dels Trastorns Mentals.
El seu origen té un component genètic, tot i que la falta de motivació i de lligams socials la poden provocar. Apareix abans de l'edat adulta, i amb més freqüència entre les dones.

## Tractament
Com a trastorn depressiu persistent es pot tractar amb psicoteràpia i farmacoteràpia (amb antidepressius). La taxa global i el grau d’èxit del tractament són una mica inferiors als de la depressió no crònica i una combinació de psicoteràpia i farmacoteràpia mostra uns millors resultats.